# 집행관
집행관(執行官)은  주로 법률 집행, 생명 및 재산 보호, 평화 유지 및 기타 공공 부문과 관련된 공공 부문 또는 민간 부문의 직원을 말한다.